# Iglesia de San Vicente Ferrer (San Vicente de Piedrahíta)
La iglesia parroquial de San Vicente Ferrer, localizada en la pedanía de San Vicente de Piedrahíta, en el municipio de Cortes de Arenoso, en la comarca del Alto Mijares es un lugar de culto catalogado como Bien de relevancia local, según la Disposición Adicional Quinta de la Ley 5/2007, de 9 de febrero, de la Generalidad Valenciana, de modificación de la Ley 4/1998, de 11 de junio, del Patrimonio Cultural Valenciano (DOCV Núm. 5.449 / 13/02/2007), con código identificativo: 12.08.048-006.
Pertenece al arciprestazgo 14, conocido como de San Vicente Ferrer, con sede en Lucena del Cid, del Obispado de Segorbe-Castellón.

## Descripción histórica y artística
El actual templo es producto de sucesivas reformas, ampliaciones y nuevas construcciones que se fueron haciendo en San Vicente de Piedra Hita, desde que en la primera mitad del siglo XVII se levantara la primera ermita bajo la advocación de San Vicente.
Gracias a legados de diversos vecinos del lugar, se iba consiguiendo dinero para la realización de las obras necesarias tanto para la construcción de la ermita como para su mantenimiento y culto. Esto, unido al aumento de la población que el lugar experimentó durante el siglo XVIII, hizo necesario pasar de una ermita a la construcción de una iglesia, en el último tercio del siglo XVIII, que hoy en día todavía se conserva. De hecho, existe documentación que atestigua que el templo comenzó a edificarse alrededor de 1770, bendiciéndose el presbiterio y el crucero de esta iglesia el 27 de abril de 1778. La bendición de la nave y las capillas de esta misma iglesia se realizó el 27 de noviembre de 1781. Los primeros porches de la iglesia datan de 1794. También se realizaron, entre 1795 y 1796, los retablos de San Vicente, San Miguel y la Virgen del Remedio, realizados por Christobal Maurat. También se realizó, en el mismo año (a expensas de las limosnas de los labradores) el retablo de San Antonio. Por su parte, el rector de la parroquia, Leandro Nebot, costeó el retablo de San Leandro. Además se hicieron las nuevas puertas de las sacristías. Más tarde se colocan en los retablos, en los lugares acondicionados para ello, las imágenes de los santos a los que estaban dedicados.
Por su parte, la espadaña de la ermita/iglesia, recibe su campana en 1795. Además su interior se decora y recibe más imágenes gracias entre otras cosas a regalos y donaciones de los propios residentes en la población, destaca por ejemplo el caso de la imagen de Nuestra Señora del Remedio que fue un presente de un matrimonio del lugar y que tuvo lugar en agosto de 1796.De este modo, se consiguió culminar las obras decorativas en 1802, destacando además la presencia de diversas pinturas murales, dorados…